# Stanisław Cegiełka
Stanisław Cegiełka pseud. Blondyn (ur. 24 września 1883 w Pabianicach, zm. 16 lutego 1961 tamże) – tkacz, działacz komunistyczny i związkowy.
Skończył 3 klasy szkoły powszechnej, następnie był tkaczem. Od 1905 członek SDKPiL, 1906-1908 w pabianickim komitecie SDKPiL. W 1914, po aresztowaniach wśród tej organizacji SDKPiL, wstąpił do PPS-Lewicy. Podczas I wojny światowej działał w Związku Zawodowym Robotników Przemysłu Włóknistego i Związku Spółdzielni Spożywców, w którym był członkiem zarządu Robotniczego Stowarzyszenia Spożywców „Związkowiec”. W 1916 był kandydatem w wyborach do Rady Miejskiej w Pabianicach. Był delegatem na I Zjazd KPP 16 grudnia 1918, następnie organizował struktury tej partii w Pabianicach. W KPP działał do 1928, później był działaczem MOPR, Stowarzyszenia Wolnomyślicieli Polskich, Centralnego Związku Robotników Budowlanych w Polsce i Komitetu Akcji Bezrobotnych. Uczestnik wielu strajków i manifestacji. 1940-1942 był robotnikiem budowlanym, potem ponownie tkaczem. Po II wojnie światowej wstąpił do PPR/PZPR i pracował w Zakładach Przemysłu Terenowego i Zakładach Przemysłu Bawełnianego im. Rewolucji 1905. Był odznaczony Krzyżem Komandorskim Orderu Odrodzenia Polski.